# Burnden Park
Der Burnden Park war ein Fußballstadion in der englischen Stadt Bolton, Vereinigtes Königreich, das von 1895 bis 1997 als Heimspielstätte des Fußballclubs Bolton Wanderers diente.

## Geschichte
Das etwas über drei Kilometer vom Boltoner Stadtkern entfernte und im Bezirk Burden gelegene Stadion war über einen Zeitraum von 102 Jahren die sportliche Heimat der Bolton Wanderers. Dort fand 1901 zudem das Wiederholungsspiel im Finale des FA Cup 1900/01 statt, in dem Tottenham Hotspur mit 3:1 gegen Sheffield United gewann.
Am 9. März 1946 kam es vor Anpfiff des Rückspiels gegen Stoke City in der sechsten Runde des FA Cup 1945/46 zu einer Katastrophe, siehe Bolton Disaster.
In seiner Hochphase fasste das Stadion bis zu 70.000 Zuschauer. Diese Zahl wurde jedoch in den letzten 20 Jahren seines Bestehens dramatisch reduziert, wofür vor allem die verschärften Sicherheitsvorschriften verantwortlich waren, die die englischen Fußballspielstätten immer mehr in reine Sitzplatzstadien verwandelten. Zudem wurden 1986 Teile des Stadions an die Supermarktkette Normid veräußert, die dort bis 1997 ihr Geschäft betrieb. Die Anhängerschaft fand sich zumeist im Bereich der Manchester (Manny) Road und der Burnden Terrace wieder. Zur Rechten der Burnden-Tribüne fand sich der bereits angesprochene Supermarkt und die Ränge dort waren derart aufgeteilt, dass etwa 75 % der heimischen Anhänger und 25 % der jeweiligen Gästefans Platz fanden, was sich als idealer Platz für die stimmgewaltigsten Bolton-Anhänger herausstellen sollte, die ihre Fangesänge in unmittelbare Nähe zu dem Kontrahenten platzieren konnten. Die Vereinsführung hatte sich jedoch bereits im Jahre 1992 gegen einen Umbau des Burnden Parks in ein Sitzplatzstadion entschieden, so dass ein rasches Ende der historischen Spielstätte absehbar wurde.
Das letzte im Burnden Park absolvierte Fußballspiel fand im April 1997 zwischen den Bolton Wanderers und Charlton Athletic statt. Nach einem 0:1-Rückstand zur Halbzeit drehte der bereits als Zweitligameister feststehende Gastgeber die Partie noch in einen 4:1-Sieg um. Dabei erzielte John McGinlay den letzten Treffer im Stadion, das die eigenen Fans schließlich mit dem Lied „Auld Lang Syne“ verabschiedeten.
Der beschlossene Umzug in Richtung Horwich in ein mehrere Millionen teures reines Sitzplatzstadion für 28.723 Zuschauer – das Reebok Stadium (heute: Macron Stadium) – fand 1997, trotz größerer Bedenken weiter Teile der Anhängerschaft, statt. Der Burnden Park selbst litt anschließend deutlich unter seiner verminderten Bedeutung, verwahrloste zunehmend und musste saniert werden. Heute findet sich dort eine Filiale der Supermarktkette ASDA, der dort im Jahre 2005 eröffnet hatte, ein Subway-Schnellrestaurant und ein JJB-Fitnesscenter.

## Der Burnden Park in den Medien
Der Burnden Park bildete einen Teil der Kulisse zu dem Film „Nur ein Hauch Glückseligkeit“, der 1962 mit den Hauptdarstellern Alan Bates und June Ritchie in die Kinos kam.